# 1,1-Дихлорэтан
1,1-дихлорэта́н — хлорорганическое соединение, бесцветная жидкость с запахом хлороформа, плохо растворимая в воде, хорошо растворимая в органических растворителях. Легко испаряется.
Промышленно производится в больших объёмах для нужд химического синтеза.

## Получение
Основной способ промышленного получения — хлорирование хлористого этила:
{\displaystyle {\ce {CH3CH2Cl + Cl2 -> CH3CHCl2 + HCl}}}.
Лабораторный способ получения:
{\displaystyle {\ce {CH3CHO + PCl5 -> CH3CHCl2 + POCl3}}}.

## Применение
- 1,1-дихлорэтан используют как промежуточное соединение в синтезе 1,1,1-трихлорэтана и ряда других органических химических продуктов;
- как растворитель для пластмасс, жиров, масел, как обезжиривающий агент, как экстрагент;
- для отверждения каучуков;
- в качестве фумиганта в инсектицидных аэрозолях;
- 1,1-дихлорэтан применялся в хирургии как ингаляционный анестетик;
- для флотации руды;
- применяется для повышения активности катализатора риформинга бензинов[3].

## Безопасность
- Пары дихлорэтана тяжелее воздуха и могут стелиться по земле; возможно воспламенение на расстоянии от открытого огня. Температура вспышки: −6 °C, температура самовоспламенения: 458 °C. Пределы воспламенения в воздухе 6,20—16,90 об.%.
- При нагреве и при сжигании образуются токсичные и едкие пары, в том числе фосген и хлороводород. Бурно реагирует с сильными окислителями, щелочными и щёлочноземельными металлами, порошками металлов с опасностью пожара и взрыва. Агрессивен в отношении алюминия, железа и полиэтилена. Контакт с сильными щелочами вызывает образование огнеопасного и токсичного ацетальдегида.
- Нормативы для рабочей зоны: предельная концентрация 405 мг/м³.
- Предположительно, канцерогенен. Включен в список известных канцерогенов[4].
- Поражает почки и сердце.
- В атмосфере период полуразложения около 62 дней, в основном в реакциях с гидроксильными радикалами образующимися в воздухе в процессе фотолиза солнечным излучением паров воды. В воде и почве не накапливается из-за высокой летучести.

### Метаболизм
Токсическое действие 1,1-дихлорэтана примерно в 5 раз слабее, чем у 1,2-дихлорэтана. Продуктами метаболизма 1,2-дихлорэтана в организме являются монохлоруксусная и щавелевая кислоты (метаболизм 1,1-дихлорэтана проходит через стадию образования уксусной кислоты, токсичность которой в эксперименте на животных в 40 раз меньше токсичности монохлоруксусной кислоты, что, по-видимому, объясняет значительно меньшую токсичность 1,1-дихлорэтана).
При попадании в организм в небольших количествах, при питье хлорированной воды, выводится из организма в основном в неизменном виде с дыханием в течение 2-х дней. Метаболизм практически не изучен, так как при попадании в организм животных в больших количествах (16000 ppm) вызывает отравление с последующим летальным исходом. Другие исследования показывают, что продолжительные воздействия высоких концентраций 1,1-дихлорэтана вызывают заболевания почек.